# Omorgus nanningensis
Omorgus nanningensis är en skalbaggsart som beskrevs av Riccardo Pittino 2005. Omorgus nanningensis ingår i släktet Omorgus och familjen knotbaggar. Inga underarter finns listade i Catalogue of Life.